# Apolinar Torres
Apolinar Torres López (Pontevedra, 1894 - Vigo, 27 de agosto de 1936) fue un maestro, pedagogo y activo sindicalista de la Federación Española de Trabajadores de la Enseñanza (FETE), ejecutado víctima de la represión en la zona franquista durante la Guerra Civil.
Trabajó como maestro en Vigo y destacó por sus trabajos pedagógicos, llegando a dirigir la Página Pedagógica del diario El Pueblo Gallego. Fue uno de los fundadores de la Asociación de Trabajadores de la Enseñanza, organización sindical que, agrupada con otras e integrada en la Unión General de Trabajadores (UGT), constituyó más tarde la Federación Española de Trabajadores de la Enseñanza (FETE), de la que fue presidente desde 1936. Su militancia socialista le llevó a presidir, también en 1936, la agrupación socialista viguesa.
Como muchos otros líderes socialistas gallegos, con el golpe de Estado de julio de 1936 que dio lugar a la Guerra Civil, hubo de ocultarse para evitar la represión de los sublevados triunfantes en Galicia, pero fue descubierto en la isla de Toralla. Detenido y condenado a muerte el 22 de agosto de 1936, fue ejecutado cinco días después en el cementerio de Pereiró, junto al alcalde de Vigo, Emilio Martínez Garrido, el alcalde de Lavadores, José Antela Conde, Ramón González Brunet, Waldo Gil Santóstegui, Manuel Rey Gómez y los diputados socialistas Ignacio Seoane, Enrique Heraclio Botana Pérez y Antonio Bilbatúa Zubeldía.